# ويليام ونايت
ويليام ونايت (بالإنجليزية: Wm. Knight)‏ هو مصرفي وفلاح وشخصية أعمال وسياسي أمريكي، ولد في 7 ديسمبر 1843، وتوفي في 13 يناير 1941. حزبياً، نشط في الحزب الجمهوري. وقد انتخب عضو جمعية ولاية ويسكونسن.